# 綠建材
綠建材最初的目標即是致力於「人本健康，地球永續」，而它的定義最早是在1988年的國際材料科學研究會上被提出，直到1992年才被確切的定義出來，一般而言，在原料取得、生產製造、成品使用等階段，對地球環境負擔最小且對人類身體健康無害的材料，即稱為「綠建材」。

## 綠建材種類
綠建材分為以下四個項目
- 生態綠建材 : 主要是著重在原料取得和製造階段，一般而言指的是以無匱乏危機的天然材料且低人工處理製造的建材，例如:木製建材、天然植物建材...。
- 低逸散健康建材 : 擁有低逸散、低汙染、低生理危害等特性的建材，目前在污染物測試上，是以甲醛和總揮發性有機化合物為優先試驗污染物。
- 高性能綠建材 : 耐久性佳的建材，包含了能有效防止噪音及具有良好透水性的建材，能提高建築的品質，像是高防音性的建材就可減少噪音的影響。
- 再生綠建材 : 能循環再利用，使廢棄物減量之建材，通常是以廢棄物回收再製，並且能夠達到基本的安全要求。

## 綠建材特性
- 再使用
- 再循環
- 減量
- 低污染[3]

且因為材料為天然、再生或是經過檢驗的低逸散健康建材，能減少對生態環境的負荷以及能源消耗。

## 綠建材標章
建築物在建築過程中為了性能考量常添加了一些化學物質，在建築物蓋成之後，這些物質會隨著時間及環境的變化逸散至空氣中，而綠建材標章則是確保在建築生命週期(設計、施工、使用、拆除及再利用)中對環境的影響能較小。
國外也有類似的標章制度，像是德國的藍天使標章即是全球第一個環境標章計畫，此外還有歐盟生態標章、德國建材標章制度、芬蘭建材逸散等級...等，皆是相關的標章制度。

## 相關連結
- 綠邑 綠建材市集 （页面存档备份，存于）
- 台灣綠建材產業發展協會 （页面存档备份，存于）
- 財團法人台灣建築中心 （页面存档备份，存于）
- 行政院環境保護署再生綠建材資訊服務網